# Antipodia chaostola
The Chaostola Skipper (Antipodia chaostola) là một loài bướm ngày thuộc họ Hesperiidae. Nó được tìm thấy dọc theo bờ biển của Victoria, New South Wales và Tasmania.
Sải cánh dài khoảng 30 mm.
Ấu trùng ăn Cyperaceae species, bao gồm Gahnia filifolia, Gahnia grandis, Gahnia microstachya, Gahnia radula và Gahnia sieberiana.

## Phụ loài
- Antipodia chaostola chaostola (New South Wales)
- Antipodia chaostola chares (Victoria)
- Antipodia chaostola leucophaea (Tasmania)